# Basílica de la Caridad (Cartagena)

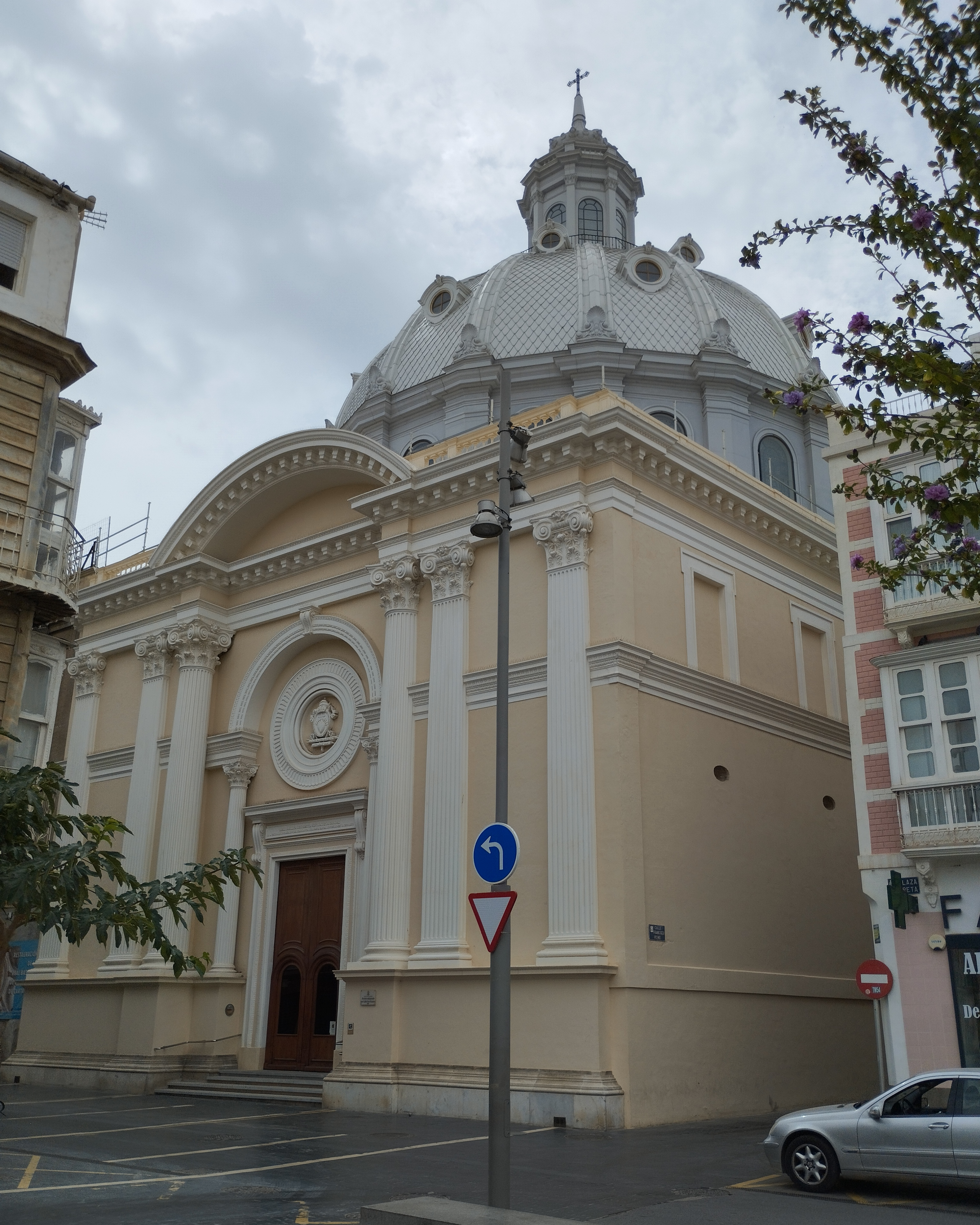
Basílica de la Caridad

Die Real Basílica de Nuestra Señora de la Caridad (deutsch Königliche Basilika Unserer Lieben Frau der Nächstenliebe) ist eine römisch-katholische Kirche im Cartagena, Hafenstadt der spanischen Region Murcia. Die Pfarrkirche des Bistums Cartagena trägt den Titel einer Basilica minor.  Die Kirche wurde Ende des 19. Jahrhunderts im klassizistischen Stil als Zentralbau errichtet. Ihr Innenraum leitet sich wie der vieler Kuppelkirchen der Zeit vom Pantheon in Rom ab.

## Geschichte
Der Ursprung des Hospital de la Caridad geht auf das Jahr 1693 zurück, als der Galeerensoldat Francisco García Roldán in einem Haus im Vorort San Roque einen Orden gründete, der sich der Krankenpflege widmete und 1709 in die Calle de la Caridad zog. Obwohl 1922 das Projekt für den Bau eines neuen Krankenhauses in der Nachbarschaft von Los Barreros mit einer Kapazität von 125 Betten genehmigt wurde, begannen die Arbeiten erst im Mai 1929 und die Verlegung der Kranken in die neuen Einrichtungen fand während des Bürgerkriegs statt.
1723 brachte Bruder Francisco Irsino aus Neapel das Bildnis der Jungfrau mit, das sich heute in der Kirche befindet und bald große Verehrung unter den Einwohnern von Cartagena erlangte, so dass sie 1789 und 1821, als große Dürreperioden die Felder erfassten, darauf zurückgriffen. Die Jungfrau wurde auch während eines Cholera-Ausbruchs im Jahr 1850 massenhaft angebetet.
Die erste Kirche des Krankenhauses wurde 1744 unter der Leitung des Architekten Pedro Marín und später von Marcos Evangelios fertiggestellt. Der Zustrom der Gläubigen machte den Bau eines neuen Gebäudes notwendig. Ein Jahrhundert später im Jahr 1893 konnten die Arbeiten des Projekts von Tomás de Tallerie abgeschlossen werden.
Am 23. Februar 2012 verlieh Papst Benedikt XVI. der Kirche den Titel einer Basilika minor. Am 27. Februar 2019 wurde sie vom Rat der Regierung der Region Murcia als Bien de Interés Cultural zum Baudenkmal erklärt.

## Architektur
Der Zentralbau in Form einer Rotunde wurde von dem Schiffbauingenieur Tomás de Tallerie entworfen und im klassizistischen Stil erbaut. Das Bauwerk wird von der mächtigen Kuppel auf einem durchfensterten Tambour dominiert, gekrönt von einer Laterne. Der Dachstuhl wurde aus Eisenträgern errichtet.

## Ausstattung

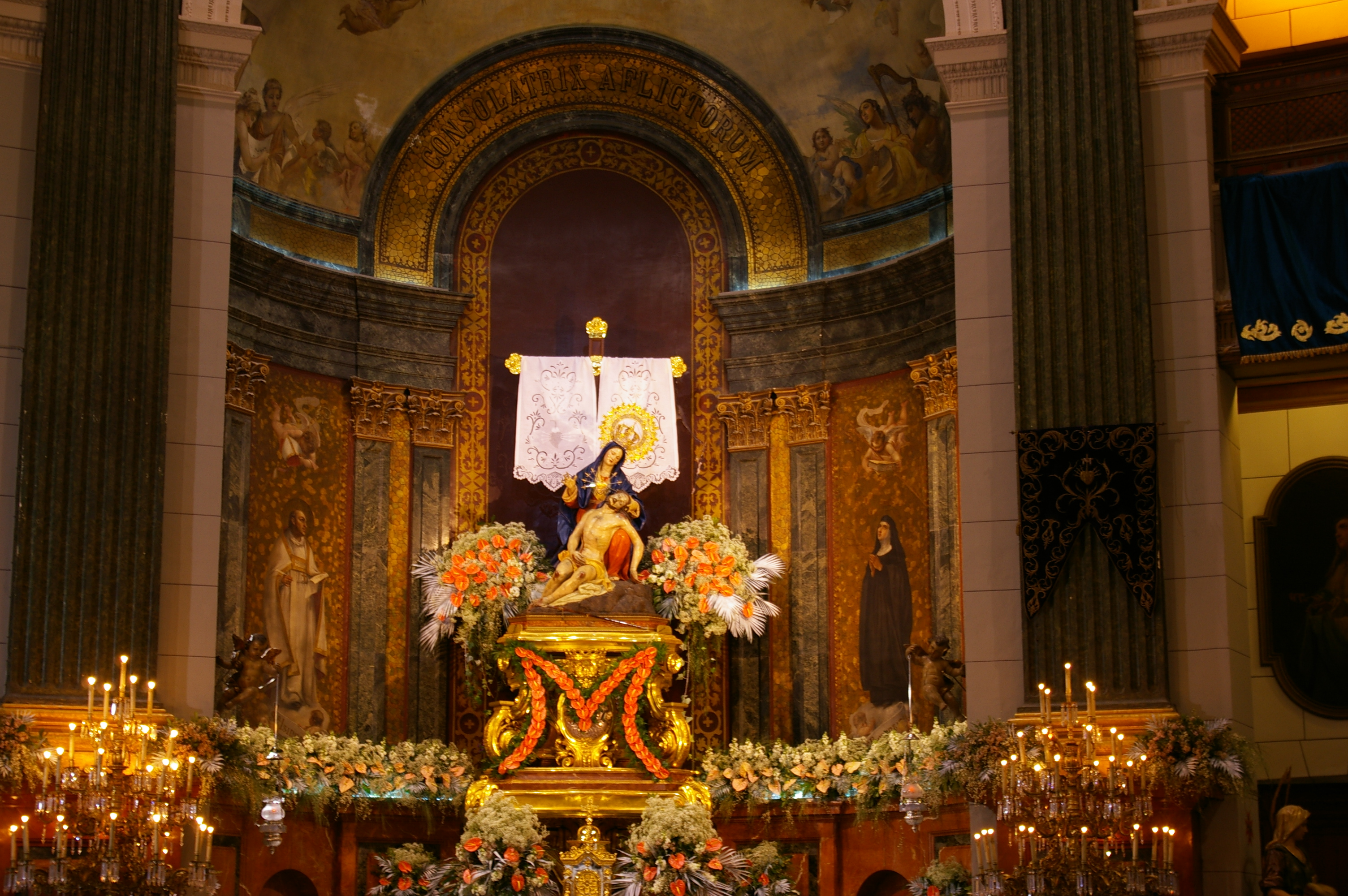
Altarraum

Zur Kirchenausstattung gehören Elemente der alten Kirche aus dem 18. Jahrhundert, wie das Altarbild des Hauptaltars, das sich in der Kapelle auf der Epistelseite befand, und die Rokokoszene der Virgen de las Ánimas in der Kapelle auf der Evangelienseite. Sie beherbergt die Schutzpatronin der Stadt, die Virgen de la Caridad, die im Inneren der Kirche durch ein neapolitanisches Bild aus dem 18. Jahrhundert dargestellt wird. Es gibt auch mehrere Skulpturen von Francisco Salzillo und seiner Schule, wie der gekreuzigte Christus und das Rokoko-Altarbild der Kommunionkapelle. Die Gemälde von Manuel Ussel de Guimbarda stammen aus dem Jahr 1893. Weitere Skulpturen wurden von Juan Porcel geschaffen.